# Поспелов, Гермоген Сергеевич
Гермоге́н Серге́евич Поспе́лов (25 мая 1914, Орехово-Зуево — 24 ноября 1998, Москва) — советский и российский учёный в области автоматического управления, основоположник отечественной школы методов искусственного интеллекта, действительный член Академии наук СССР (1984, с 1991 года — Российской академии наук; член-корреспондент АН СССР с 1966), генерал-майор-инженер.

## Биография
В 1934 году поступил и в 1940 году окончил без отрыва от производства и с отличием Московский энергетический институт. По хар-ке Б. Е. Чертока, Поспелов тогда "среди выпускников МЭИ был одним из наиболее талантливых и увлеченных теоретическими исследованиями".

### Военная служба
В 1940 году призван в армию. Служил сначала рядовым в стрелковой части. По воспоминаниям своего сокурсника по МЭИ будущего известного ракетчика, академика Б. Е. Чертока, в своих письмах друзьям выражал большое огорчение от того, что со своей близорукостью ему, как пехотинцу, затруднительно вносить достойный вклад в сражения уже начавшейся Великой Отечественной войны, к тому же он никак не мог применить здесь свои знания по специальности. Трудившиеся в Москве на оборонных предприятиях друзья обратились к секретарю парткома МЭИ В. А. Голубцовой, по ходатайству которой Гермоген Поспелов был переведён в ВВС, где служил в должностях электромеханика аэродромной эксплуатации, затем инженера авиаполка.
За успехи в военной службе награждён двумя орденами Красного Знамени, орденами Отечественной войны I и II степени, рядом медалей, произведён в звание капитана.

### ВВИА им. Н. Е. Жуковского
В 1946 году Г. С. Поспелов был назначен в Военно-Воздушную Инженерную Академию (ВВИА) им. Жуковского, в которой прослужил до 1964 года.
Основные научные достижения этого периода:
- по теории нелинейных систем автоматического регулирования
- по автоматизации управления полётом летательных аппаратов, в частности, теоретически и опытно решена задача автоматической и автоматизированной посадки самолёта, в том числе при заходе на посадку и снижения к посадочной полосе в сложных метеоусловиях, вне видимости земли;
- в исследованиях по теории больших систем решён широкий круг вопросов, связанный с разработкой систем управления воздушным движением и систем автоматизированного управления действиями авиационных частей и соединений.

В 1949 году защитил кандидатскую диссертацию и в 1955 году — докторскую. Обе диссертации из области автоматического управления.
Одновременно с научными и прикладными исследованиями и разработками преподавал в Академии, подготовил три основополагающих учебных пособия по теории автоматического регулирования и управления. По данным З. Кучкарова, вместе с С. П. Никаноровым Поспелов побывал в командировке в США на проекте «Поларис», в рамках которого разрабатывалась одноименная баллистическая ракета (см.).
Заслуги Г. С. Поспелова за 18 лет службы в Академии им. Н. Е. Жуковского были отмечены званием генерал-майора, учёным званием профессора (с 1957 г.), степенью доктора технических наук.

### Академическая служба
Проведённые ещё в ВВИА исследования по теории больших систем в интересах управления воздушным движением обратили внимание Г. С. Поспелова и на иные приложения этой теории, в частности, на вопросы управления отраслью и народным хозяйством в целом. Чтобы иметь возможность сосредоточиться на этом новом направлении, он перешёл в систему АН СССР.
В 1964—1973 годах — заместитель председателя и председатель секции прикладных проблем при Президиуме АН СССР.
В 1966 году был избран членом-корреспондентом по отделению механики и процессов управления.
С 1967 года — заместитель академика-секретаря Отделения механики и процессов управления АН СССР, с 1974 года — заведующий лабораторией Вычислительного центра АН СССР.
В 1984 году избран действительным членом Академии наук СССР.
Основные работы этого периода включают:
- разработку концепции и принципов программно-целевого планирования и управления развивающимся народным хозяйством;
- для практического воплощения схемы программно-целевого планирования разработаны принципы создания комплекса взаимосвязанных человеко-машинных систем планирования разного уровня, построенных на основе специализированных систем экономико-математических моделей и принципов искусственного интеллекта;
- обоснование необходимости создания систем коллективного диалогового пользования в задачах планирования, управления и проектирования, основанных на принципах искусственного интеллекта и определение путей решения возникающих при этом задач.
- под руководством и при непосредственном участии Г. С. Поспелова были внедрены диалоговые и интеллектуальные системы перспективного планирования развития отраслей и комплексов отраслей промышленности (в частности, совместные разработки ВЦ АН СССР и институтов Миноборонпрома, Минрадиопрома СССР и институтов Минмаша СССР). Эти работы были отмечены решением Президиума АН СССР и медалями ВДНХ.

Г. С. Поспелов, бывший с 1981 по 1989 год главным редактором журнала «Известия АН СССР: Техническая кибернетика», способствовал началу выпуска специализированных номеров этого журнала, посвящённых вопросам искусственного интеллекта.
Благодаря усилиям Г. С. Поспелова 10 сентября 1986 года при Президиуме АН СССР был создан Научный совет по проблеме «Искусственный интеллект» (председателем совета стал Г. С. Поспелов, его заместителями — Д. А. Поспелов и Э. В. Попов). Позже этот совет сыграл важную роль в развитии исследований по искусственному интеллекту в России и в целом в СССР.

## Преподавательская деятельность
В течение многих лет Гермоген Сергеевич преподавал в Академии им. Н. Е. Жуковского, Московском авиационном институте, Московском физико-техническом институте (где с 1969 г. заведовал каф. «Проектирование и организация систем»).
Похоронен в Москве на Востряковском кладбище.

## Награды и звания
- Государственная премия СССР (1972).
- Награждён 7 орденами, а также медалями.

## Интересные высказывания
- Поспелову приписывается фраза: «В словосочетании „искусственный интеллект“ делают ударение на слове „интеллект“, а следовало бы делать на слове „искусственный“».
- «Посидишь в нашей „башне из слоновой кости“ и убедишься, что искусственный интеллект не способен одолеть тупость человеческого»[8]

## Семья
Жена — Муза Валентиновна Зенина (1920—2002), сын — Поспелов, Игорь Гермогенович (1950—2022) — главный научный сотрудник ВЦ РАН, член-корреспондент РАН.

## Сочинения
- Автоматическое управление полётом самолёта (1958 г.)
- Автоматика управляемых снарядов — М., 1963 (совм. с Ю. П. Доброленским и В. И. Ивановой)
- Теория автоматического регулирования, кн. 3, ч. 2, М., 1969 (соавтор)
- Горизонты науки и техники (сб. статей) М., 1969.
- Программно-целевое планирование и управление (совм. с В. А. Ириковым) — М.: «Советское радио», 1976.
- Вопросы кибернетики. Вопросы ИИ (1980)
- Проблемы программно-целевого планирования и управления (1981 г.) (в соавт. с В. М. Солодовым и др.)
- Процедуры и алгоритмы формирования комплексных программ (1985 г.) (в соавт. с В. А. Ириковым, А. Е. Куриловым и др.)
- Искусственный интеллект — основа новой информационной технологии. — М.: Наука, 1988

### Учебные пособия
- Основы автоматики (1953 г.)
- Основы теории автоматического регулирования и элементы регуляторов (1958 г.)
- Основы автоматики и технической кибернетики — М.—Л., 1962 (совм. с А. А. Красовским)

## Цитаты
- Я думаю, что настоящий искусственный интеллект нуждается в одном серьезном дополнительном требовании. Он должен не существовать в виде программы, т. е. в чисто информационном состоянии, а каким-то образом иметь возможность воздействовать на окружающую среду и испытывать на себе ее поощрения и наказания[1].